# Laurens De Bock
Laurens De Bock (Dendermonde, 7 de noviembre de 1992) es un futbolista belga que juega como defensa en el KFC HO Kalken de la División 3 de Bélgica.

## Carrera

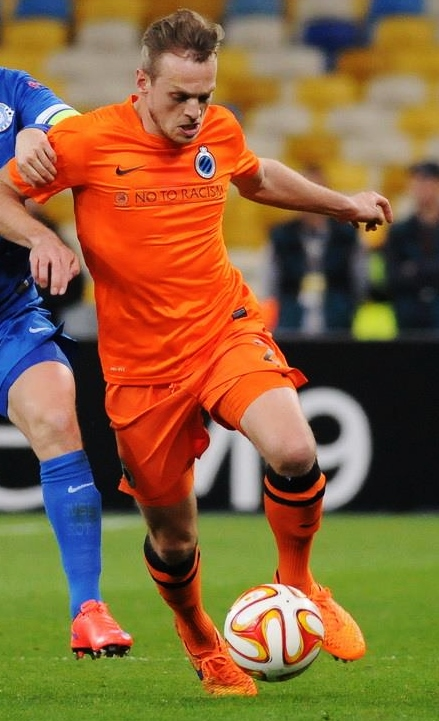
De Bock jugando para Brujas.

El 5 de enero de 2013 firmó un contrato de 4 años y medio con el Club Brujas.
Debutó el 27 de enero de 2013 en un partido contra el K. A. A. Gante.

## Selección nacional
El 10 de noviembre de 2014 fue convocado por el seleccionador nacional belga Marc Wilmots para el partido amistoso del día 12 contra Islandia y el partido por la clasificación para la Eurocopa 2016 del 16 contra Gales.

## Clubes
| Club                         | País         | Año       |
| ---------------------------- | ------------ | --------- |
| K. S. C. Lokeren             | Bélgica      | 2009-2013 |
| Club Brujas                  | Bélgica      | 2013-2018 |
| Leeds United F. C.           | Inglaterra   | 2018-2022 |
| K. V. Oostende (cedido)      | Bélgica      | 2018-2019 |
| Sunderland A. F. C. (cedido) | Inglaterra   | 2019      |
| ADO Den Haag (cedido)        | Países Bajos | 2020      |
| SV Zulte Waregem (cedido)    | Bélgica      | 2020-2022 |
| Atromitos de Atenas          | Grecia       | 2022-2024 |
| KFC HO Kalken                | Bélgica      | 2025-     |

## Palmarés

### Títulos nacionales
| Título               | Club             | País    | Año  |
| -------------------- | ---------------- | ------- | ---- |
| Copa de Bélgica      | K. S. C. Lokeren | Bélgica | 2012 |
| Copa de Bélgica      | Club Brujas      | Bélgica | 2015 |
| Pro League           | Club Brujas      | Bélgica | 2016 |
| Supercopa de Bélgica | Club Brujas      | Bélgica | 2016 |